# Teorema de la reactància de Foster
El teorema de la reactància de Foster és un teorema important en els camps de l'anàlisi i la síntesi de xarxes elèctriques. El teorema estableix que la reactància d'una xarxa passiva i sense pèrdues de dos terminals (un port) sempre augmenta de manera estrictament monòtona amb la freqüència. Es pot veure fàcilment que les reactàncies dels inductors i condensadors augmenten individualment amb la freqüència i, a partir d'aquesta base, es pot construir una prova per a xarxes passives sense pèrdues generalment. La demostració del teorema va ser presentada per Ronald Martin Foster el 1924, encara que el principi havia estat publicat anteriorment pels col·legues de Foster a American Telephone & Telegraph.
El teorema es pot estendre a les admitàncies i al concepte que engloba les immitàncies. Una conseqüència del teorema de Foster és que els zeros i els pols de la reactància han d'alternar amb la freqüència. Foster va utilitzar aquesta propietat per desenvolupar dues formes canòniques per realitzar aquestes xarxes. El treball de Foster va ser un punt de partida important per al desenvolupament de la síntesi de xarxes.
És possible construir xarxes que no siguin de Foster utilitzant components actius com ara amplificadors. Aquests poden generar una impedància equivalent a una inductància o capacitat negativa. El convertidor d'impedància negativa és un exemple d'aquest circuit.

## Explicació
La reactància és la part imaginària de la impedància elèctrica complexa. Tant els condensadors com els inductors tenen reactància (però de signe oposat) i depenen de la freqüència. L'especificació que la xarxa ha de ser passiva i sense pèrdues implica que no hi ha resistències (sense pèrdues), ni amplificadors ni fonts d'energia (passives) a la xarxa. En conseqüència, la xarxa ha de constar completament d'inductors i condensadors i la impedància serà purament un nombre imaginari amb part real zero. El teorema de Foster s'aplica igualment a l'admissió d'una xarxa, és a dir, la susceptància (part imaginària de l'admissió) d'un port passiu i sense pèrdues augmenta monòtonament amb la freqüència. Aquest resultat pot semblar contraintuïtiu, ja que l'admissió és el recíproc de la impedància, però es demostra fàcilment. Si la impedància és
{\displaystyle Z=iX\,}
on {\displaystyle \scriptstyle X} és la reactància i {\displaystyle \scriptstyle i} és la unitat imaginària, llavors l'admissió ve donada per
{\displaystyle Y={\frac {1}{iX}}=-i{\frac {1}{X}}=iB}
on {\displaystyle \scriptstyle B} és la susceptibilitat.
Si X augmenta monòtonament amb la freqüència, llavors 1/ X ha de ser monòtonament decreixent. − 1/ X ha de ser en conseqüència monòtonament creixent i, per tant, es demostra que B també augmenta.
Sovint és el cas de la teoria de xarxes que un principi o procediment s'aplica igualment bé a la impedància o l'admissió, reflectint el principi de dualitat per a les xarxes elèctriques. És convenient en aquestes circumstàncies utilitzar el concepte d'immitància, que pot significar impedància o admissió. Les matemàtiques es duen a terme sense especificar unitats fins que es vol calcular un exemple concret. Així, el teorema de Foster es pot enunciar d'una forma més general com:

### Teorema de Foster (forma d'immitància)
La immittància imaginària d'un port únic passiu i sense pèrdues augmenta de manera estrictament monòtona amb la freqüència.

El teorema de Foster és força general. En particular, s'aplica a xarxes d'elements distribuïts, tot i que Foster la va formular en termes d'inductors i condensadors discrets. Per tant, és aplicable a freqüències de microones tant com a freqüències més baixes.

## Exemples
Inductor: {\displaystyle Z=i\omega L\,}
Condensador: {\displaystyle Z={\frac {1}{i\omega C}}}
Circuit ressonant en sèrie: {\displaystyle Z=i\omega L+{\frac {1}{i\omega C}}=i\left(\omega L-{\frac {1}{\omega C}}\right)}
Circuit ressonant paral·lel: {\displaystyle Z=i\left({\frac {\omega L}{1-\omega ^{2}LC}}\right)}